# 五木の子守唄
五木の子守唄（いつきのこもりうた）は、熊本県球磨郡五木村に伝わる子守唄である。子守唄には子守女がみずからの貧しく恵まれない薄幸な境遇(年貢代わりに働かされる)を嘆き、悲しい日々の生活心情を基盤に，この種の子守唄は伝承されてきている。第2次大戦後レコードに吹き込まれてから大流行したが，地元のものとはやや曲節の違ったものになっている。現在では熊本県を代表する民謡としても知られる。

## 子守唄と守り子歌
日本の民謡や童歌などで、「子守唄」とされる歌には、本来の童話（子供を寝かしつけるための歌）と、守り子唄（もりこうた）と呼ばれる唄とがあるといわれており、五木の子守唄は、守り子唄のひとつである。
守り子唄とは、子守をする少女が、自分の不幸な境遇などを歌詞に織り込んで子供に唄って聴かせ、自らを慰めるために歌った歌である。かつて子守の少女たちは、家が貧しいために、「口減らし」のために、預けられることが多かったという。
歌詞には「おどま勧進勧進」という言葉が出てくる。
| 「 | おどま かんじん かんじん あん人たちゃ よかしゅ よかしゃ よかおび よかきもん | 」 |

ここに出てくる「かんじん」とは、「三十三人衆」と呼ばれる地主層に対しての「勧進」（小作人）という意味で、ここでは「物乞い」「乞食」という意味で用いられている。歌の意味は「私は乞食のようなものだ。（それにくらべて）あの人たちは良か衆（お金持ち、旦那衆）で、良い帯を締めて立派な着物を着ている」となる。
伝承によれば、治承・寿永の乱（源平合戦）に敗れた平氏一族が五家荘（八代市）に定着したので、鎌倉幕府は梶原氏や土肥氏など東国の武士を送って隣の五木村に住まわせ、平氏の動向を監視させたという。その後、これら武士の子孫を中心として「三十三人衆」と呼ばれる地主層が形成され、「かんじん」と呼ばれた小作人（名子小作）たちは田畑はもちろん、家屋敷から農具に至るまで旦那衆から借り受けて生計を立てなくてはならなかった。娘たちも10歳になると、地主の家や他村へ子守奉公に出された。五木の子守唄はこの悲哀を歌ったものである。

## 正調とお座敷唄
現在一般に「五木の子守唄」として知られているメロディーは、戦後に古関裕而が採譜し、民謡歌手の音丸によって初めてレコーディングされたものである。1953年にキングレコードの日本調歌手照菊が吹き込み大ヒットさせたことで、一般的に知られることとなった。この曲調は、お座敷唄と呼ばれる、芸妓が酒席などで歌っているものである。
正調の歌は、五木村在住の堂坂よし子歌唱のものが、CDとして発売されており、五木村公式ホームページ内でも聴くことができるが、子供の背中を軽くたたきながら、語りかけるように唄うもので、楽譜ではとても書き表せない。
お座敷唄・正調の歌の他にも、五木村ではいろいろな歌詞の子守唄が古老らによって伝承されている。村などがそれらの唄の採集に力を入れており、外部リンクの「五木の子守唄の歌詞いろいろその2」は人吉高等学校五木分校の高校生たちが聞き取り調査を行ったものである。

## 歌詞

### お座敷唄
おどま盆ぎり盆ぎり
盆から先きゃおらんと　
盆が早よ来るりゃ　早よもどる

おどま勧進勧進　
あん人たちゃよか衆
よか衆ゃよか帯　よか着物

おどんがうっ死んだちゅうて 　　
誰が泣いてくりょか 　　
うらの松山　蝉が鳴く
蝉じゃごじゃんせん　
妹でござる
妹泣くなよ気にかかる
おどんがうっ死んだら 　　
道端ちゃいけろ 　　
通る人ごち　花あぎゅう 

花は何んの花 　 
つんつん椿 
水は天から　もらい水

### 正調・五木の子守唄
おどまいやいや
泣く子の守りにゃ
泣くといわれて憎まれる
泣くといわれて憎まれる

ねんねした子の
かわいさむぞさ
起きて泣く子の面憎さ
起きて泣く子の面憎さ

ねんねいっぺんゆうて
眠らぬ奴は
頭たたいて尻ねずむ
頭たたいて尻ねずむ

おどんがお父つぁんな
あん山ゃおらす
おらすともえば行こごたる
おらすともえば行こごたる
- 前述の通り、これらの歌詞以外にも様々な歌詞が現代まで伝わっているが、節回しや音階等は共通したものである。

## いくつかの謎
この子守唄には、いくつかの謎が提起されている。

### 発見者
この歌が日本を代表する子守唄になる前に、この歌は1930年に、田辺隆太郎（人吉市の小学校教師）によってはじめて発見されて、採譜、編集されたといわれている｡ しかし、この歌は当時すでに五木村では歌われなくなっており、どのようにして発見されたかは謎とされる。

### 元歌
五木の子守唄は伝承者により様々な歌詞が伝えられており、どの歌詞が元歌かはっきりしていない。
似た内容の歌詞が、五木だけではなく熊本県の他地域にも散見されている。

## その他
- デュオ歌手、ザ・ピーナッツがこの歌を歌唱した。1970年に発表され、ザ・ピーナッツのレコード「お国自慢だ!ピーナッツ」に収録された。
- 本作は差別を奨励しているわけではなく被差別側の苦悩する生を主題としている。しかし、歌詞にある「勧進」という言葉は「流浪の被差別民」という意味を持つため[3]、被差別部落を扱った歌としてテレビ放送を禁止された竹田の子守唄と同様の扱いとされていた[4]。1983年に最後の改訂が行われた要注意歌謡曲指定制度では指定されていない。具体的な指定状況は不明である[5][6]。

## 関連作品
- 福連木の子守唄 - 天草郡天草町福連木（ふくれぎ・現天草市）に伝わる子守唄。五木の子守唄と発生の由来や歌詞などがよく似ており、こちらの方が最初に発生したという説もある。
- 美空ひばりの『哀愁波止場』に、この歌の一部が使われている。

## 挿入歌として効果的に使われた作品
- 大塚食品「ボンカレー」のテレビCMで「ボンは早うできて、早う食える」という替え唄が使用された。
- 『トラック野郎・天下御免』（1976年：東映、監督：鈴木則文） - 熊本出身の女性・坂口千津（演:松原智恵子）からラジオのDJにリクエストされた「五木の子守唄」を、主人公・星桃次郎（演：菅原文太）が大型トラックを運転しながら聴くシーンがある。
- 『Civilization 6』- 日本文明（北条時宗）のテーマ曲として、この曲のアレンジが使われている。[7][8]